# Pfaffenhausen

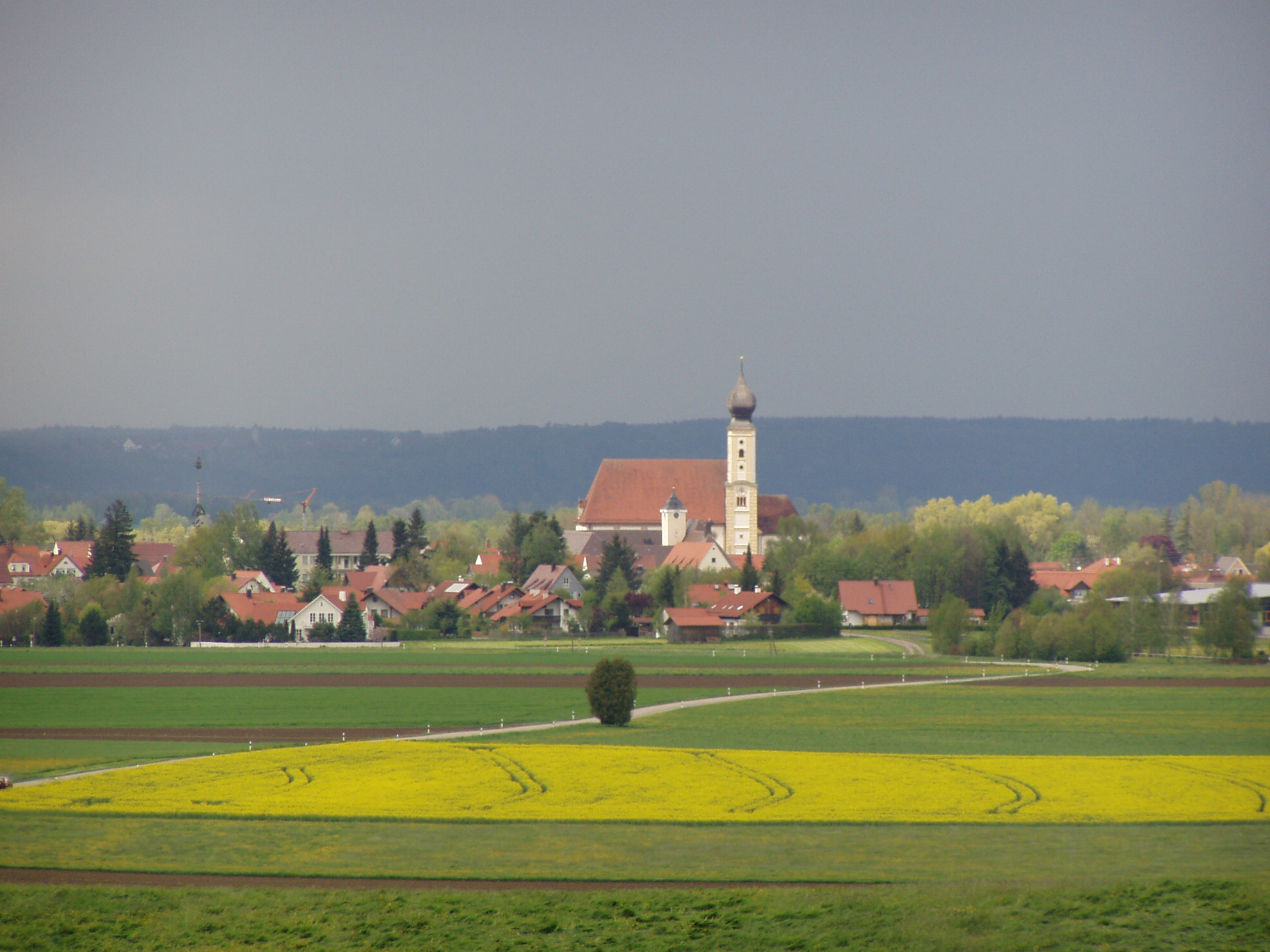
Pfaffenhausen von Süden

Pfaffenhausen ist ein Markt im oberschwäbischen Landkreis Unterallgäu.

## Geografie
Pfaffenhausen liegt etwa 35 Kilometer nordöstlich von Memmingen in der Region Donau-Iller im oberschwäbischen Mindeltal.

### Gemeindegliederung
Das Gemeindegebiet besteht aus den Gemarkungen Pfaffenhausen, Egelhofen, Schöneberg und Weilbach.
Die Gemeinde hat sieben Gemeindeteile (in Klammern ist der Siedlungstyp angegeben):
- Egelhofen (Kirchdorf)
- Heinzenhof (Weiler)
- Hertlehof (Einöde)
- Mindelberg (Weiler)
- Pfaffenhausen (Hauptort)
- Schöneberg (Pfarrdorf)
- Weilbach (Kirchdorf)

Abgegangen sind die Orte Hechenberg, welches 1422 erwähnt wurde und 1741 noch als Lehen geführt wurde. Die Siedlung soll sich in Richtung Breitenbrunn befunden haben. Raffenweiler und Schweinling wurden 1428 erwähnt und lagen bei Pfaffenhausen. Übermütingen lag zwischen Weilbach und Pfaffenhausen. Der Name deutet auf sächsische Namensgebung hin. Seit 1420 taucht der Name lediglich als Flurname ohne zugehörigen Ort auf.

## Geschichte

### Bis zum 19. Jahrhundert
Pfaffenhausen dürfte aufgrund der Endung hausen in der schwäbischen Siedlungsphase des 8. Jahrhunderts entstanden sein. Als sicher gilt, dass sich der Ort aus drei Frühsiedlungen zusammensetzte. Die Dorfsiedlung um die Pfarrkirche und den sogenannten Maierhof ist der älteste Teil des Marktes. Die Burgsiedlung wurde später an den Ort angegliedert. Die Siedlung bestand aus der Burg und den Wirtschaftsgebäuden, die auf einem kleinen Hügel standen. Erst danach entstand die Marktsiedlung, die mit der Dorfsiedlung verbunden wurde. Die für Dörfer und Märkte untypische Straße wurde vom Ortsherrn wohl absichtlich in dieser Breite angelegt, um später Markttage abhalten zu können. Das Pfaffen von Pfaffenhausen dürfte erst später im Namen aufgetaucht sein, als sich ein Seelsorgegeistlicher, im schwäbischen Pfaffe genannt, im Ort ansiedelte. Erstmals urkundlich erwähnt wurde der Ort 1167 mit der Ottobeurer Reliquienschenkung des Abtes Isingrim. Pfaffenhausen gehörte wohl zuerst alemannischen Stammesfürsten. Im 12. Jahrhundert kam der Ort zum schwäbischen Herrschergeschlecht der Welfen. Als der sogenannte Milde Welf Welf VI. in seinem nahegelegenen Hauptort Memmingen starb, kam auch Pfaffenhausen an die Staufer. Sicher ist, dass bereits 1293 der Besitz an die Markgrafen von Burgau überging. Im Jahre 1295 kam Pfaffenhausen an den Bischof von Augsburg. Er erwarb gleichzeitig das Patronatsrecht der Pfarrkirche St. Stephan. Der Augsburger Bischof Wolfhard von Roth schenkte in seiner Amtszeit von 1288 bis 1302 den Markt Pfaffenhausen dem Hochstift Augsburg. Im Jahre 1360 wurde dem Ort das Marktrecht verliehen. Bis etwa 1690 wurde der Jahrmarkt an St. Mang beziehungsweise an St. Michaeli abgehalten. Später kam der Markt am Pfingstmontag dazu. Erst 1811 wurde der dritte Jahrmarkt, der sogenannte Fastenmarkt, am dritten Fastensonntag abgehalten. Erstmals 1391 wurde Pfaffenhausen als Markt und Flecken bezeichnet. Zu seinem Schutz wurde der Markt mit einem breiten Wassergraben umgeben. Seit früher Zeit gab es in Pfaffenhausen einen niederen Ortsadel, der sich nach dem Ort von Pfaffenhausen nannte. Sie waren Minister, Kämmerer, Ritter und Dienstmannen. Endgültig dürften diese Herren bereits 1360 ihren angestammten Sitz verlassen haben. 1487 wurde das Pflegamt Pfaffenhausen geschaffen. Neben der niederen verfügte Pfaffenhausen auch über die hohe Gerichtsbarkeit. Unter Kaiser Maximilian I. hatte auch ein Scharfrichter seinen Sitz im Markt. Trotz verschiedener Verpfändungen behielt das Hochstift den Markt bis zur Säkularisation in seinem Besitz. Seit dem Reichsdeputationshauptschluss von 1803 gehört der Ort zu Bayern, das große Besitztümer des Hochstifts Augsburg übertragen bekam. Die Glanzzeit des Ortes war mit der bayerischen Besitznahme abgeschlossen. Die Wirtschaftsstruktur blieb jedoch weitgehend erhalten. Das Pfaffenhauser Schloss wurde 1808 abgebrochen. Im Jahre 1809 hatte der Ort noch 80 Handwerker, darunter sieben Bäcker, fünf Brauer, acht Weber und einen Ziegler. Das erste Schulgebäude erhielt der Markt 1894.

### 20. Jahrhundert
Ein Krankenhaus wurde 1907 in Pfaffenhausen eröffnet. Im Jahre 1909 erhielt Pfaffenhausen mit der Stichbahn Pfaffenhausen–Kirchheim einen Bahnanschluss, der 1966 stillgelegt wurde. Im Jahre 1910 wurde die Mittelschwabenbahn nach Krumbach eröffnet. Im Jahre 1937 nahm die Zahl der Handwerksbetriebe in 36 verschiedenen Gewerben auf 95 zu. Diese Struktur hielt sich bis in die heutige Zeit und überdauerte die beiden Weltkriege. Seit dem Zweiten Weltkrieg geht die Zahl der landwirtschaftlichen Betriebe kontinuierlich zurück. In den Jahren 1958 und 1959 wurde ein neues Schulhaus erbaut, das 1969 Verbandsschule des Schulverbandes Pfaffenhausen wurde.

### Eingemeindungen
Im Zuge der Gebietsreform in Bayern wurde am 1. Januar 1972 die Gemeinde Weilbach eingegliedert. Am 1. Mai 1978 kamen Egelhofen und Schöneberg hinzu.

### Einwohnerentwicklung
Zwischen 1988 und 2018 wuchs der Markt von 2032 auf 2590 um 558 Einwohner bzw. um 27,5 %.
| Jahr      | 1961 | 1970 | 1987 | 1991 | 1995 | 2000 | 2005 | 2010 | 2015 | 2020 |
| Einwohner | 2101 | 2050 | 1997 | 2240 | 2264 | 2264 | 2367 | 2360 | 2525 | 2598 |

## Politik

### Bürgermeister
Erster Bürgermeister ist Thomas Leinauer. Zuvor war dies von Januar 2017 bis zu seinem Tod Ende März 2022 Franz Renftle.

### Gemeinderat
Die Wahl am 15. März 2020 hatte folgendes Ergebnis:
- CSU/Freie Wähler: 8 Sitze (53,6 %)
- Unabhängige Bürgergemeinschaft: 6 Sitze (46,4 %)

Gegenüber der Amtszeit 2014 bis 2020 gewann der Wahlvorschlag von CSU/Freie Wähler einen Sitz von der Unabhängige Bürgergemeinschaft dazu.

### Wappen
| Wappen von Pfaffenhausen | Blasonierung: „In von Silber und Blau geteiltem Felde; eine von Schwarz und Silber geteilte Raute.“ |
| Wappen von Pfaffenhausen | Wappenbegründung: Die aufstehende Raute stammt aus dem Siegelbild des früheren Ortsherren, Ritter Jakob von Pfaffenhausen, (Urkunde vom 21. Juni 1333) und wurde einem Feld in den bayrischen Landesfarben aufgelegt. Der Markt Pfaffenhausen folgte damit der Vorgabe des Bayerischen Königs Ludwig I. wonach „Denkwürdigkeiten oder erhebende örtliche Momente“ bei der Wappenverleihung berücksichtigt werden sollten. Ungeachtet der durch Blau ersetzten Feldfarbe Schwarz irrte hier die königliche Verwaltung. So wurde die Raute des Wappenvorbildes nicht (senkrecht) „gespalten“, sondern (horizontal) „geteilt“ dargestellt, was eben nicht dem historischen Adelssiegel entsprach. Das Wappen wurde am 31. März 1836 durch König Ludwig I. von Bayern genehmigt. |

### Flagge
Die schwarz-weiß-blau gestreifte Flagge mit aufgelegtem Gemeindewappen wurde am 9. Dezember 1971 mit Bescheid der Regierung von Schwaben genehmigt.

## Sehenswürdigkeiten

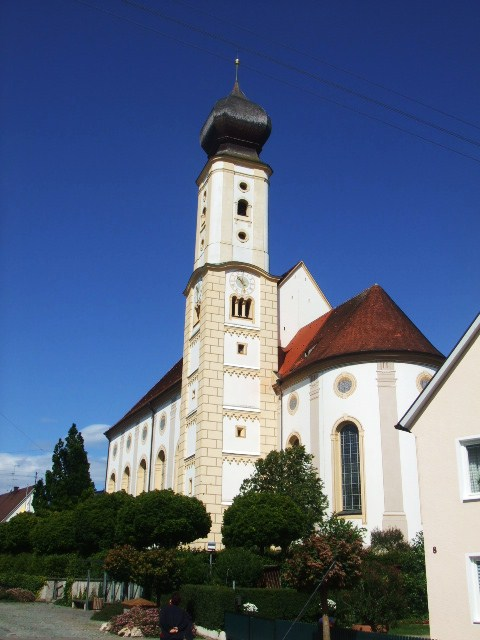
Pfarrkirche St. Stephan

Sehenswert im Ort sind die katholische Pfarrkirche St. Stephan und das ehemalige Priesterseminargebäude und heutige Blindenheim. Der ehemalige Zehentstadel, das Große Kastenhaus, dient als Haus der Vereine und Feuerwehrhaus. Das Alte Rathaus zählt ebenso zu den Sehenswürdigkeiten des Marktes. Nördlich von Pfaffenhausen liegt das Naturschutzgebiet Pfaffenhauser Moos.

## Wirtschaft und Infrastruktur

### Wirtschaft einschließlich Land- und Forstwirtschaft
Es gab im Jahre 2020 nach amtlicher Statistik im Bereich der Land- und Forstwirtschaft vier, im produzierenden Gewerbe 814, im Bereich Handel und Verkehr 195 und in sonstigen Wirtschaftsbereichen 559 sozialversicherungspflichtig Beschäftigte am Arbeitsort. Sozialversicherungspflichtig Beschäftigte am Wohnort gab es insgesamt 1169. Im verarbeitenden Gewerbe gab es vier, im Bauhauptgewerbe drei Betriebe. Im Jahr 2016 bestanden 53 landwirtschaftliche Betriebe mit einer landwirtschaftlich genutzten Fläche von 1645 Hektar, davon waren 871 Hektar Ackerfläche und 773 Hektar Dauergrünfläche.
Einigen Automobilenthusiasten ist Pfaffenhausen durch den ortsansässigen Fahrzeughersteller RUF Automobile GmbH ein Begriff. Die im Jahre 1939 durch Alois Ruf senior gegründete Firma befasst sich ausschließlich mit der Produktion von Hochleistungssportwagen auf der Basis von Porsche-Fahrzeugen, die von der Rohkarosserie an aufgebaut werden.
Der Firma wurde 1981 durch das Flensburger Kraftfahrt-Bundesamt der Herstellerstatus zuerkannt.

### Verkehr

Ortskarte von Pfaffenhausen

In Pfaffenhausen kreuzen sich die B 16 und die Staatsstraße St 2037. Durch die B 16 ist Pfaffenhausen mit der Bundesautobahn 96 Memmingen–München verbunden. Pfaffenhausen hat einen Bahnhof an der Mittelschwabenbahn Günzburg–Mindelheim. Die Flughäfen in Memmingen und München befinden sich in 35 Kilometer bzw. 80 Kilometer Entfernung.

### Bildung
Die Volksschule Pfaffenhausen ist Sitz des Schulverbands Pfaffenhausen, der 1969/1970 gegründet wurde. Er besteht aus den Schulverbandsgemeinden Breitenbrunn, Oberrieden, Pfaffenhausen und Salgen. Der Schulverband unterhält Außenstellen in Breitenbrunn und Loppenhausen. Die Schulen hatten im Jahre 2021 29 Lehrer und 458 Schüler. Des Weiteren befindet sich in Pfaffenhausen ein Kindergarten mit 129 Kindergartenplätzen. Die Gemeinde unterhält eine Gemeindebücherei.

## Söhne und Töchter
- Ludwig Schöpf (1843–1918), langjähriger Bürgermeister der Marktgemeinde Pfaffenhausen, Reichstags- und Landtagsabgeordneter
- Max Freymadl (1900–1952), Marineoffizier der Reichsmarine und Kriegsmarine